# Euaugaptilus fagettiae
Euaugaptilus fagettiae is een eenoogkreeftjessoort uit de familie van de Augaptilidae. De wetenschappelijke naam van de soort is voor het eerst geldig gepubliceerd in 1975 door Björnberg T.K.S..